# Náblus
Náblus (arabsky  نابلس, Náblus; hebrejsky  שכם, Šchem či Šekem, dříve či v obecném českém užití také Nábulus) je arabské a druhé největší město na Západním břehu Jordánu a významné obchodní centrum Samařska. Na území města se nacházejí památky architektury od antiky až po novověk. Působí zde několik uprchlických táborů, které byly roku 1965 připojeny k městu.

## Historie

### Starověk

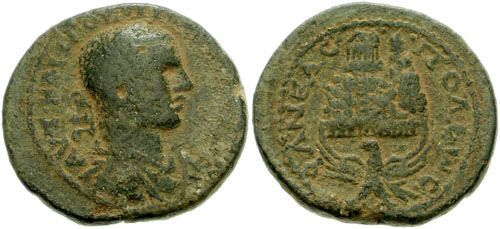
Mince římského císaře Volusiana, 251–253 n. l.

Jméno Šekem je poprvé doloženo v egyptských klatbových textech z 19. století př. n. l.. 
V době Římské říše bylo město roku 72 n. l. pojmenováno podle císaře Tita Flavia Vespasiána Flavia Neapolis (Flaviovo Nové Město), z čehož byl později zkomolením odvozen jeho moderní název.
Podle Tóry zde má být pohřben patriarcha Josef. Podle židovské agadické tradice se uvádí, že si Josef přál být pohřben v Hebronu, a také podle islámských tradic je pohřben v hebronské Jeskyni patriarchů.

### Středověk
Již v 10. století město prosperovalo tak, že bylo nazýváno Malý Damašek. Křižáci město dobyli v roce 1099 pod velením prince Tankreda a přejmenovali je na Neapol. Pravděpodobně tam již nalezli křesťanskou komunitu, a proto město nevydrancovali. Připojili Náblus k panství Jeruzalémského království. Muslimské, ortodoxní křesťané a samaritánské obyvatelstvo ve městě zůstalo a připojili se k nim někteří křižáci, kteří se tam usadili a využívali bohaté hospodářské zdroje města. V roce 1120 křižáci svolali Nábluský koncil, z něhož byly vydány první psané zákony království. Samaritánskou synagogu v Náblusu přeměnili na kostel. Samaritánská komunita si ve 30. letech 12. století postavila novou synagogu. V roce 1137 Náblus přepadly arabské a turecké jednotky z Damašku, pozabíjely mnoho křesťanů a vypálily městské kostely. Ovládnout město se jim přesto nepodařilo. 
V Náblusu bydlela v letech 1150–1161 jeruzalémská královna Melisanda († 1162), kontrolovala město a řešila spor se svým synem Balduinem III. Křižáci začali v Náblusu budovat křesťanské kostely sv. Jana Křtitele, Jana Evangelisty a Umučení a Zmrtvýchvstání Krista, a v roce 1170 postavili hospic pro poutníky. V letech 1182, 1201 a 1202 město zasáhlo ničivé zeměstředení. a v roce 1242 je vypálili templáři. Po pádu Antiochey, Bejrútu a Tripolisu se město roku 1291 dostalo pod kontrolu Ajjúbovců a mamlúckého sultanátu.

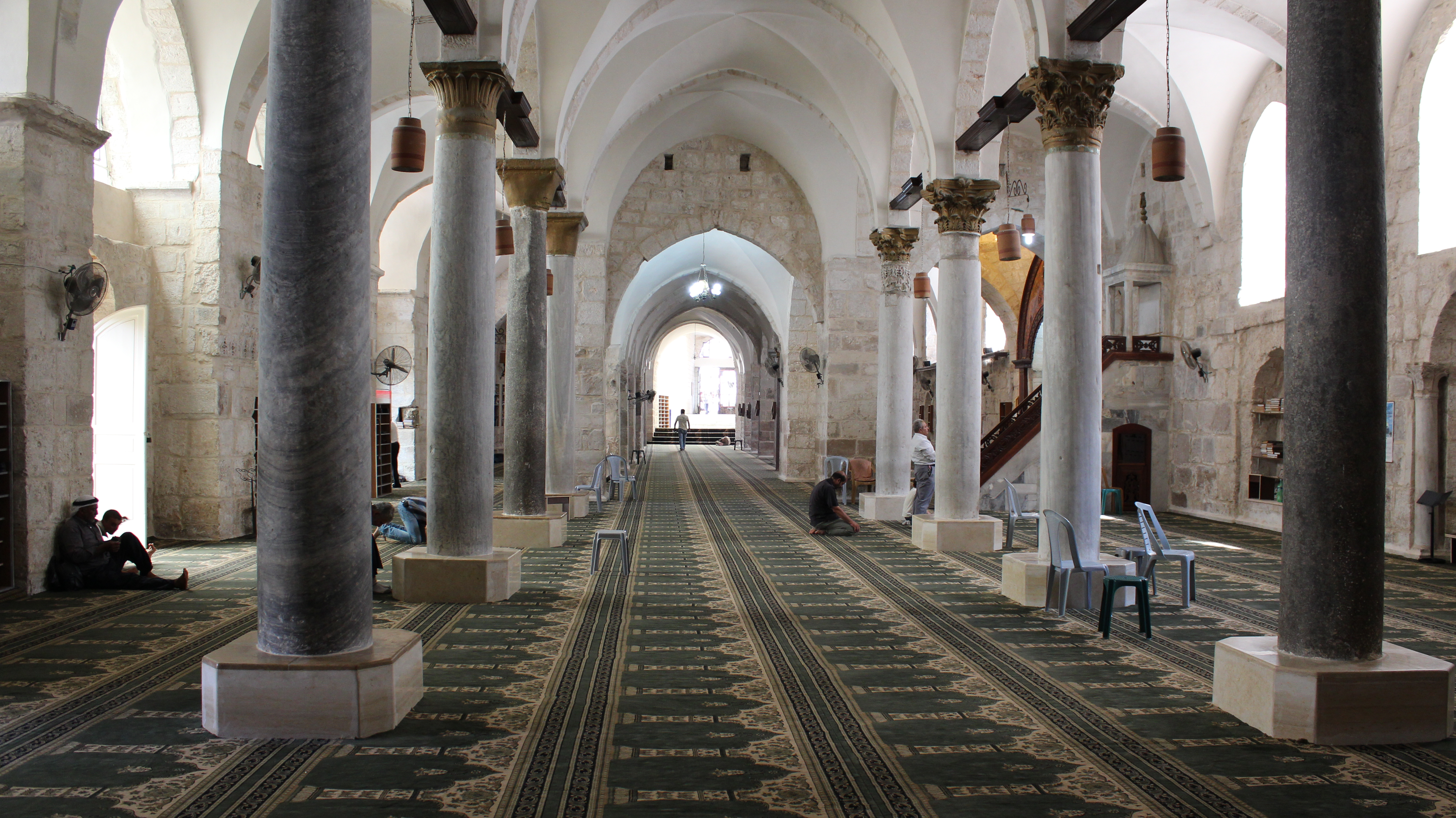
Velká mešita – interiér se zdmi byzantského chrámu

### Novověk
Za osmanských Turků, kteří město dobyli v roce 1517, sloužil Náblus jako administrativní a obchodní centrum pro okolní oblast, odpovídající dnešnímu severnímu Západnímu břehu Jordánu.
Během první světové války město dobyli Britové a v roce 1922 byl Nábulus začleněn do Palestiny. Arabsko-izraelská válka v roce 1948 vedla k obsazení celého Západního břehu Jordánu, včetně Nábulusu. Od sedmidenní arabsko-izraelské války v roce 1967 je Západní břeh okupován Izraelem. Obyvatelstvo je převážně muslimské s křesťanskými a samaritánskými menšinami.

## Památky
- Velká mešita, původně byzantský chrám, postavený v 11. století křižáky, byl v roce 1170 muslimy vypálen a později přestavěný na mešitu, o které roku 1335 vydal svědectví italský poutník Jacopo z Verony.[3] jíž slouží dosud.
- 'Mešita Al-Khadr, přestavěna údajně z věže synagógy samaritánů roku 1288
- Mešita An-Nasr, největší chrám v Náblusu, modrá kupole je dominantoiu města; původem byzantský chrám, roku 1300 jej mamlúci přestavěli a rozšířili na mešitu, dosud slouží sunnitům.
- Mešita Abú-Bakr, stavba otomanského období
- Hodinová věž Mannara, postavená roku 1906, vyznačuje střed starého města
- Archeologické lokality, fragmenty zdiva různých středověkých staveb

## Partnerská města
- Dundee, Velká Británie
- Neapol, Itálie
- Poznaň, Polsko
- Stavanger, Norsko

## Galerie

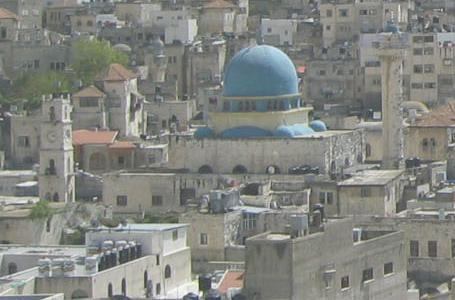
Mešita An-Nasr
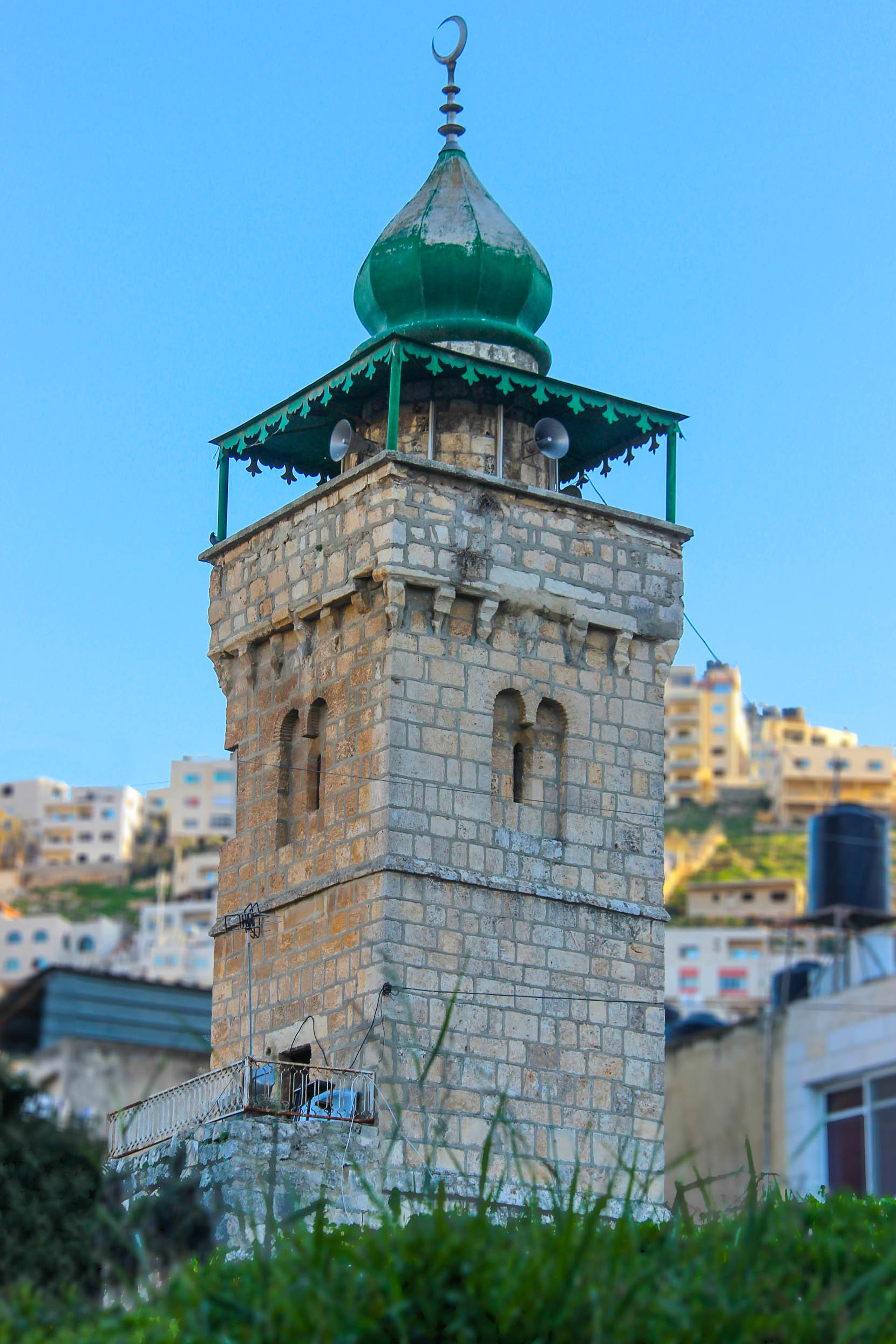
Mešita Al-Khadr
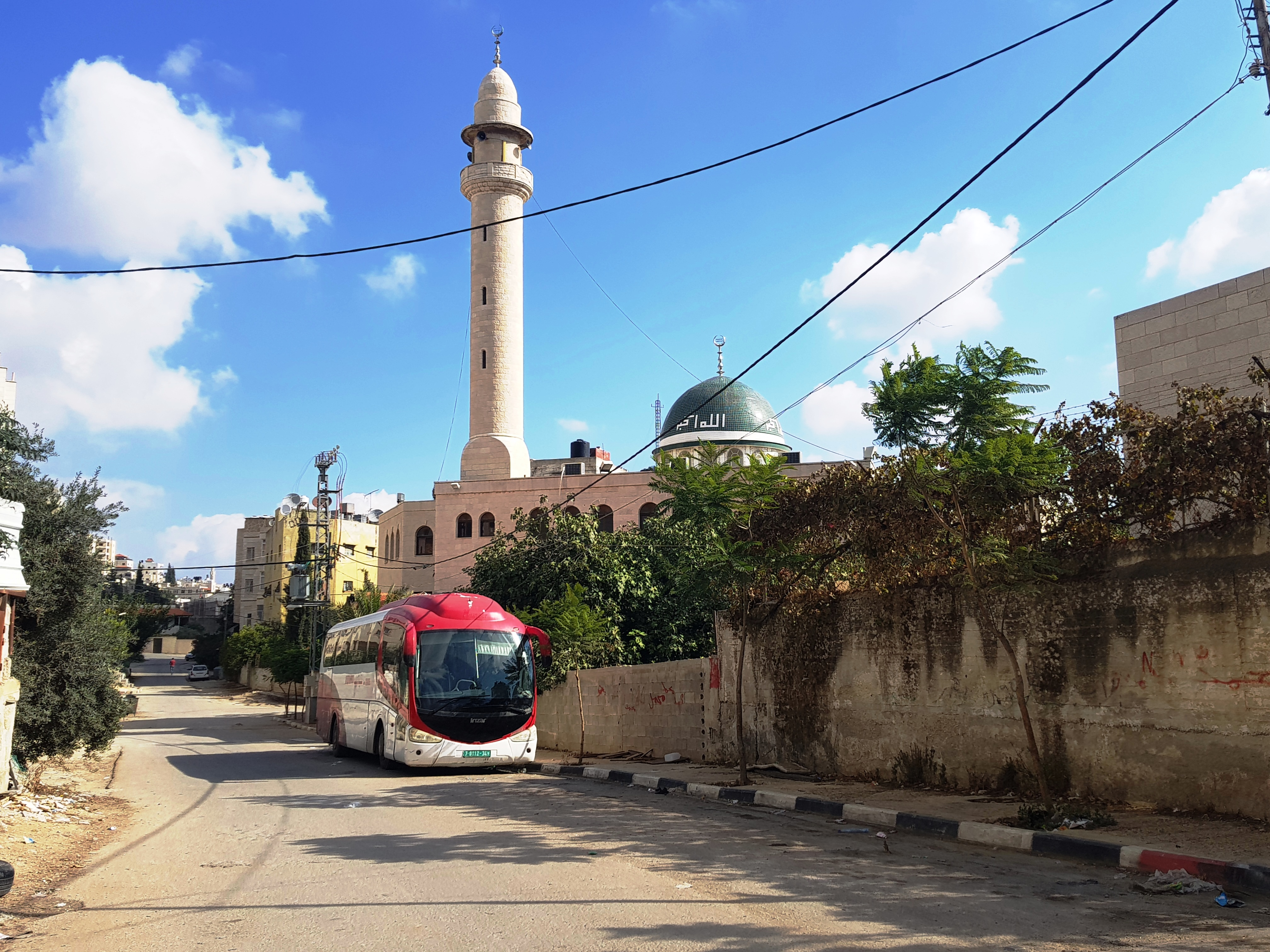
Mešita Abú Bakr
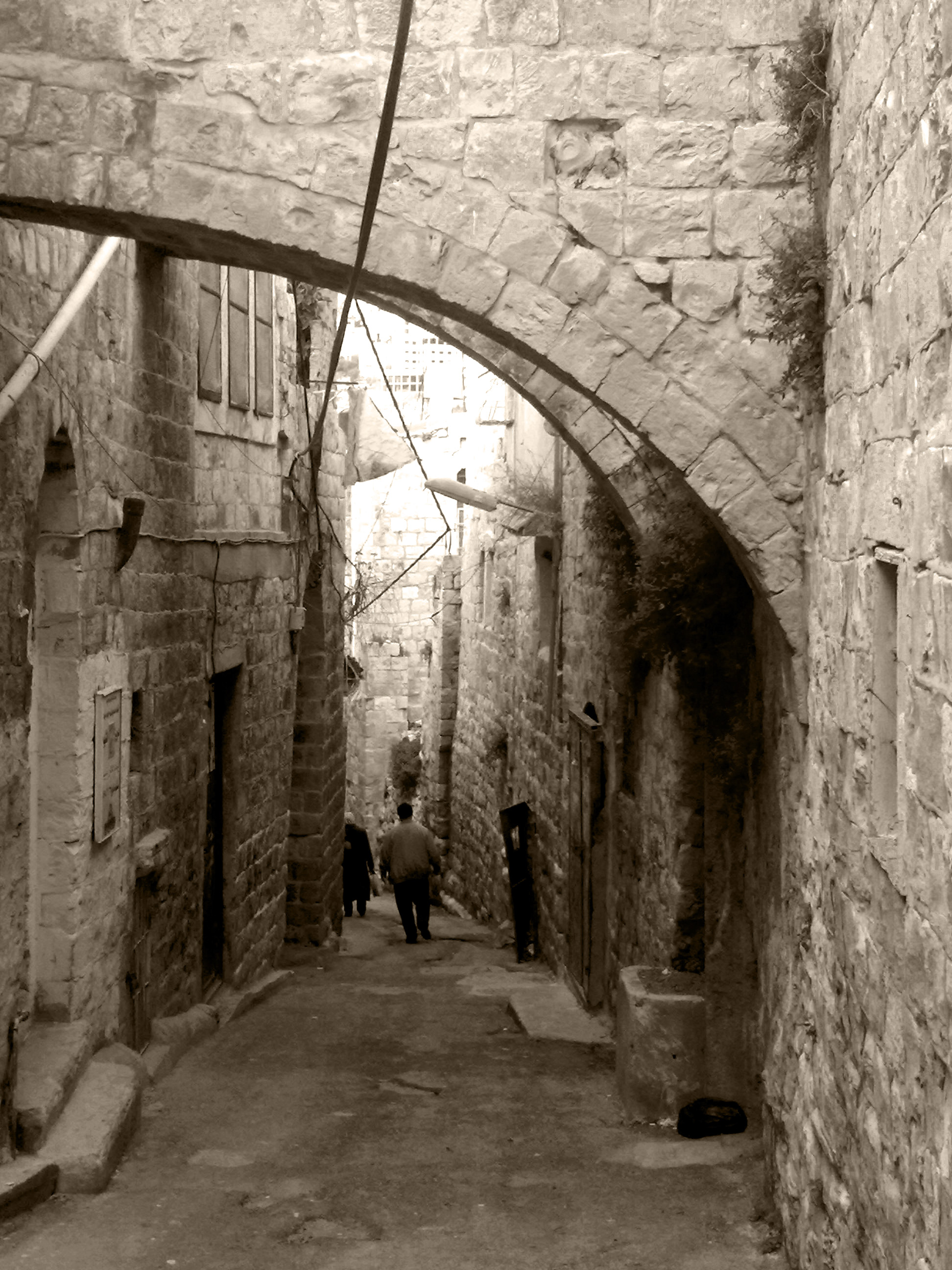
Staré město